# Franz Schalk
Franz Schalk (Vienna, 27 maggio 1863 – Edlach an der Rax, 3 settembre 1931) è stato un direttore d'orchestra austriaco.

## Biografia
Nel 1894 dirige a Berlino la prima assoluta di Der Feuerreiter di Hugo Wolf ed a Graz il successo della Sinfonia n. 5 di Anton Bruckner.
Nel 1896 dirige Die verkaufte Braut (La sposa venduta) al Drury Lane (teatro) di Londra e nel 1897 Pepita Jiménez di Isaac Albéniz a Praga.
Per il Metropolitan Opera debutta nel 1898 dirigendo Tannhäuser (opera) seguita da Die Walküre nella trasferta di Chicago, Sigfrido (opera), Lohengrin (opera) con Édouard de Reszke e Tristan und Isolde con Jean de Reszke e nel 1899 Das Rheingold ed Il crepuscolo degli dei.
Nel 1900 dirige la prima assoluta di Kain di Eugen d'Albert allo Staatsoper Unter den Linden di Berlino.
A Vienna nel 1900 debutta dirigendo Der Fliegende Holländer al Wiener Staatsoper seguita da Rigoletto, La sposa venduta, Das Glöckchen des Eremiten di Aimé Maillart, Aida e Così fan tutte, nel 1901 in marzo Dalibor (opera) e Lobetanz di Ludwig Thuille, in aprile Iolanta, in agosto Hans Heiling di Heinrich Marschner e fu dal 1º settembre successivo il primo Kappelmaister (Maestro di cappella) dello Hofoperntheater (Staatsoper), di cui divenne in seguito direttore; nel 1902 dirige Feuersnot di Richard Strauss e Das goldene Kreuz di Ignaz Brüll, nel 1903 Les Huguenots, Euryanthe, Der Trompeter von Säkkingen di Viktor Nessler e Louise (opera), nel 1905 Das war ich di Leo Blech, Die Abreise di d'Albert e La dama di picche (opera), nel 1906 Lohengrin, Die Entführung aus dem Serail e Flauto solo di d'Albert, nel 1907 Ifigenia in Aulide (Gluck), nel 1908 Tiefland di d'Albert, Rienzi e Fidelio, nel 1909 La Fille du régiment, nel 1910 Il segreto di Susanna e La Juive, nel 1911 Der Rosenkavalier che dirigerà in 87 recite viennesi fino al 1929 e Pelléas et Mélisande (opera), nel 1912 Aphrodite di Max von Oberleithner con Maria Jeritza e Samson et Dalila, nel 1914 Parsifal (opera), Das Heimchen am Herd di Karl Goldmark, Elettra (Strauss), Der Barbier von Bagdad di Peter Cornelius, Ernani e Lucia di Lammermoor e nel 1915 Der Widerspänstigen Zähmung di Hermann Goetz, Un ballo in maschera, Carmen (opera), Djamileh e Die Fledermaus; dal 1904 al 1921 è il direttore dei concerti della Società degli Amici della Musica (Gesellschaft der Musikfreunde), dal 1909 al 1919 insegnante alla Musikakademie.
Nel 1911 dirige Die Königskinder di Engelbert Humperdinck al Royal Opera House, Covent Garden di Londra.
Dal 1918 al 1929 (dal 1919 al 1924 assieme a Richard Strauss) fu direttore della Staatsoper, portandola a grandissima fama. 
Nel 1919 dirige la prima assoluta di Die Frau ohne Schatten con Maria Jeritza e Lotte Lehmann.
Istituì i viaggi musicali dell'ensamble dell'Opera, fece eseguire Mozart e altre opere nella Sala del Ridotto e contribuì largamente alla fondazione del Festival di Salisburgo.
Intervenne in modo particolare a favore del lavoro compositivo di Anton Bruckner, di cui era stato allievo.